# Itapiratins
Itapiratins is een gemeente in de Braziliaanse deelstaat Tocantins. De gemeente telt 3.543 inwoners (schatting 2009).